# 石谷清夤
石谷 清夤（いしがや きよのぶ、元禄15年（1702年） - 宝暦元年閏6月11日（1751年8月2日））は、江戸時代の旗本。

## 概要
宝永2年（1705年）2月19日4歳の時に、宝永元年（1704年）10月8日に死没した姉婿である石谷清定の養子としてその遺跡を継いだ。
享保4年（1719年）10月18日、書院番の番士となる。享保12年（1727年）10月、徳川吉宗の日光社参の際に大宿割を務めた。
享保19年（1734年）7月1日、西ノ丸の御徒頭となる。
同年12月18日、布衣を許される。享保20年（1735年）閏3月29日、徳川家重が浅草辺に放鷹に行った際、勢子への指揮が悪いと咎められて、同僚青木与兵衛信裕と供に拝謁禁止処分となり、同年5月1日に処分を解かれた。